# Paulo Antônio de Conto

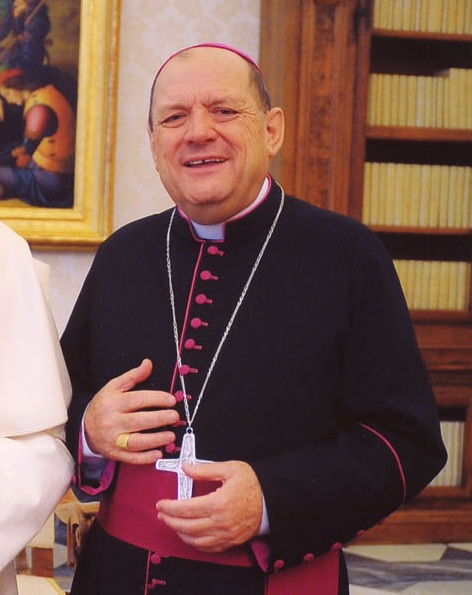
Bischof Paulo Antônio de Conto

Paulo Antônio de Conto (* 12. Oktober 1942 in Encantado, Rio Grande do Sul) ist ein brasilianischer Geistlicher und emeritierter römisch-katholischer Bischof von Montenegro.

## Leben
Paulo Antônio de Conto empfing am 13. Juli 1968 die Priesterweihe für das Bistum Santa Cruz do Sul.
Papst Johannes Paul II. ernannte ihn am 24. Juli 1991 zum Bischof von São Luíz de Cáceres. Der Altbischof von Santa Cruz do Sul, Alberto Frederico Etges, spendete ihm am 15. September desselben Jahres die Bischofsweihe; Mitkonsekratoren waren Máximo André Biennès TOR, emeritierter Bischof von São Luíz de Cáceres, und Aloísio Sinésio Bohn, Bischof von Santa Cruz do Sul. Als Wahlspruch wählte er MIHI VIVERE CHRISTUS.
Am 27. Mai 1998 wurde er zum ersten Bischof des mit gleichem Datum errichteten Bistums Criciúma ernannt. Papst Benedikt XVI. ernannte ihn am 2. Juli 2008 zum ersten Bischof des mit gleichem Datum errichteten Bistums Montenegro.
Von Juli bis Dezember 2015 war er während der Sedisvakanz zudem Apostolischer Administrator des Erzbistums Passo Fundo.
Papst Franziskus nahm am 18. Oktober 2017 seinen altersbedingten Rücktritt an. Von 22. Januar bis 4. Juli 2020 war Paulo Antônio de Conto Apostolischer Administrator von Nova Friburgo und vom 13. Februar bis zum 9. Juni 2024 Apostolischer Administrator von Cascavel.